# Niccolò Machiavelli
Niccolò di Bernardo dei Machiavelli, noto semplicemente come Niccolò Machiavelli (Firenze, 3 maggio 1469 – Firenze, 21 giugno 1527), è stato un politico, politologo, storico, drammaturgo, scrittore e diplomatico italiano, segretario della seconda cancelleria della Repubblica Fiorentina dal 1498 al 1512.

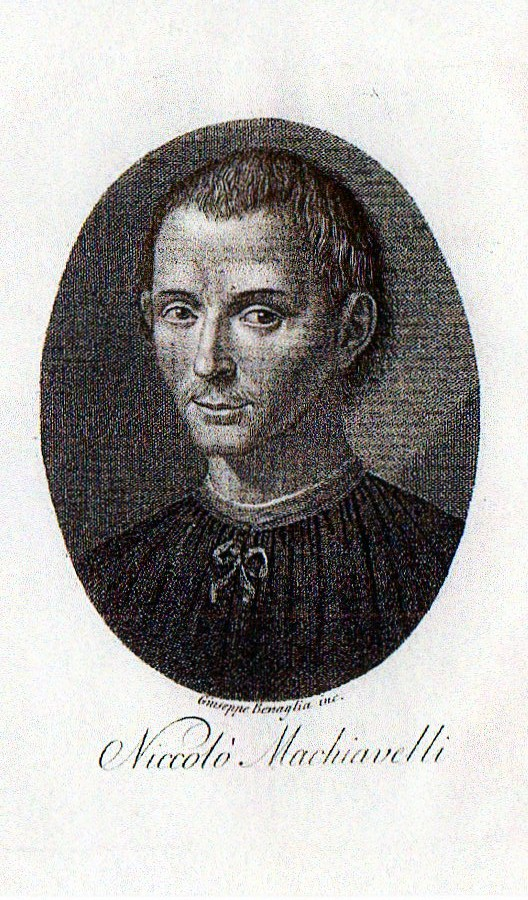
Niccolò Machiavelli
(stampa primi Ottocento)

Stemma Machiavelli

Figura controversa nella Firenze dei Medici, è noto come il fondatore della scienza politica moderna, i cui princìpi base emergono dalla sua opera più famosa, Il Principe, nella quale, tra l'altro, è esposto il concetto di ragion di stato nonché è presente la concezione ciclica della storia.
Per indicare il fare politico di Machiavelli è stato coniato il termine machiavellico, entrato peraltro nel linguaggio corrente ad indicare un'intelligenza acuta e sottile, ma anche spregiudicata e, proprio per questa connotazione negativa del termine, negli ambiti letterari viene preferito il termine "machiavelliano".
L'ortografia del cognome è ambigua; lo stesso filosofo, nel firmarsi, utilizzava la "ch" sia per il nome, sia per il cognome.

## Biografia

### L'infanzia e la giovinezza
(N. Machiavelli, Lettera a Francesco Vettori.)
Niccolò Machiavelli (scritto anche Macchiavelli sulla statua a lui dedicata all'ingresso degli Uffizi) nacque a Firenze, terzo figlio, dopo le sorelle Primavera (1465) e Margherita (1468) e prima del fratello Totto (1475-1522); figlio di Bernardo, dottore in legge (1432-1500) e di Bartolomea Nelli (1441-1496). Anticamente originari della Val di Pesa, i Machiavelli sono attestati popolani guelfi residenti almeno dal XIII secolo a Firenze, dove occuparono uffici pubblici ed esercitarono il commercio. Il padre Bernardo era tuttavia di così poca fortuna da esser considerato, non si sa quanto veritieramente, figlio illegittimo: dottore in legge, risparmiatore per carattere o per necessità, ebbe interesse agli studi di umanità, come risulta da un suo Libro di Ricordi che è anche la principale fonte di notizie sull'infanzia di Niccolò. La madre, secondo un suo lontano pronipote, avrebbe composto laudi sacre, rimaste peraltro sconosciute, dedicate proprio al figlio Niccolò.
Nel 1476 Niccolò cominciò a studiare latino, l'anno dopo si dedicò allo studio della grammatica con Battista da Poppi, all'aritmetica nel 1480 e l'anno seguente affrontava le prove scritte di componimento in latino. Opere in questa lingua esistevano nella biblioteca paterna: la I Deca di Tito Livio e quelle di Flavio Biondo, opere di Cicerone, Macrobio, Prisciano e Marco Giuniano Giustino. Adulto, maneggerà anche Lucrezio e la Historia persecutionis vandalicae di Vittore Uticense. Non conobbe invece il greco antico, ma poté leggere le traduzioni latine di alcuni degli storici più importanti, soprattutto Tucidide, Polibio e Plutarco, da cui trasse importantissimi spunti per la sua riflessione sulla Storia. S'interessò alla politica anche prima di avere degli incarichi istituzionali, come dimostra una sua lettera del 9 marzo 1498, la seconda che di lui ci è pervenuta - la prima è una richiesta al cardinale Giovanni Lopez, del 2 dicembre 1497, affinché si adoperi a riconoscere alla sua famiglia un terreno contestato dalla famiglia dei Pazzi - indirizzata probabilmente all'amico Ricciardo Becchi, ambasciatore fiorentino presso la corte papale, nella quale egli si esprime in modo critico contro Girolamo Savonarola.

### La formazione
Due sono le fasi che scandiscono la vita di Niccolò Machiavelli: nella prima parte della sua esistenza egli è impegnato soprattutto negli affari pubblici; nella successiva nella scrittura di testi di portata teorica e speculativa. A partire dal 1512 si apre la seconda fase segnata dal forzato allontanamento dello storico e filosofo toscano dalla politica attiva.

### Segretario della Seconda Cancelleria della Repubblica fiorentina
(Roberto Ridolfi, Vita di Niccolò Machiavelli, p. 22)

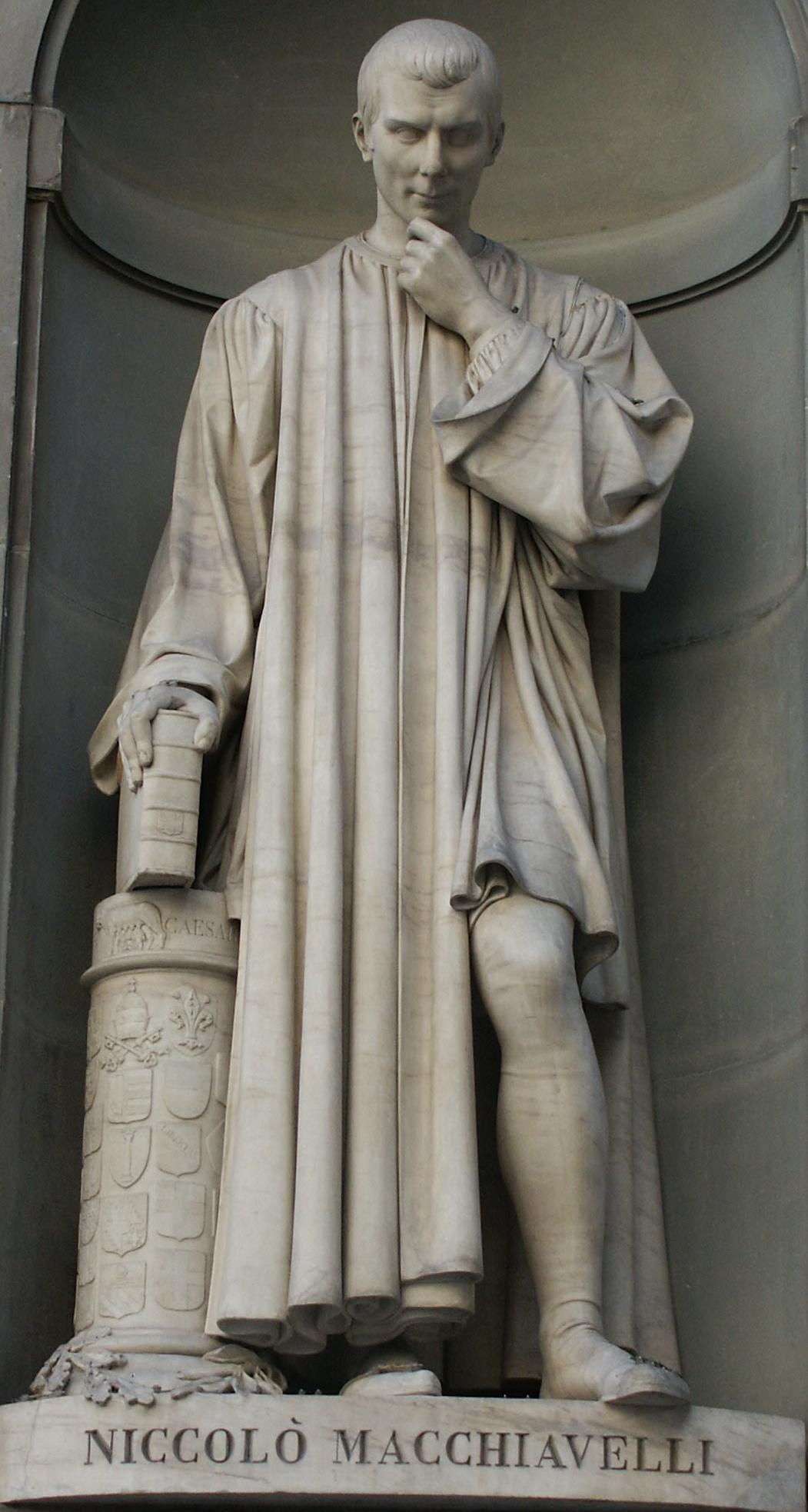
Statua di Machiavelli, Galleria degli Uffizi a Firenze.

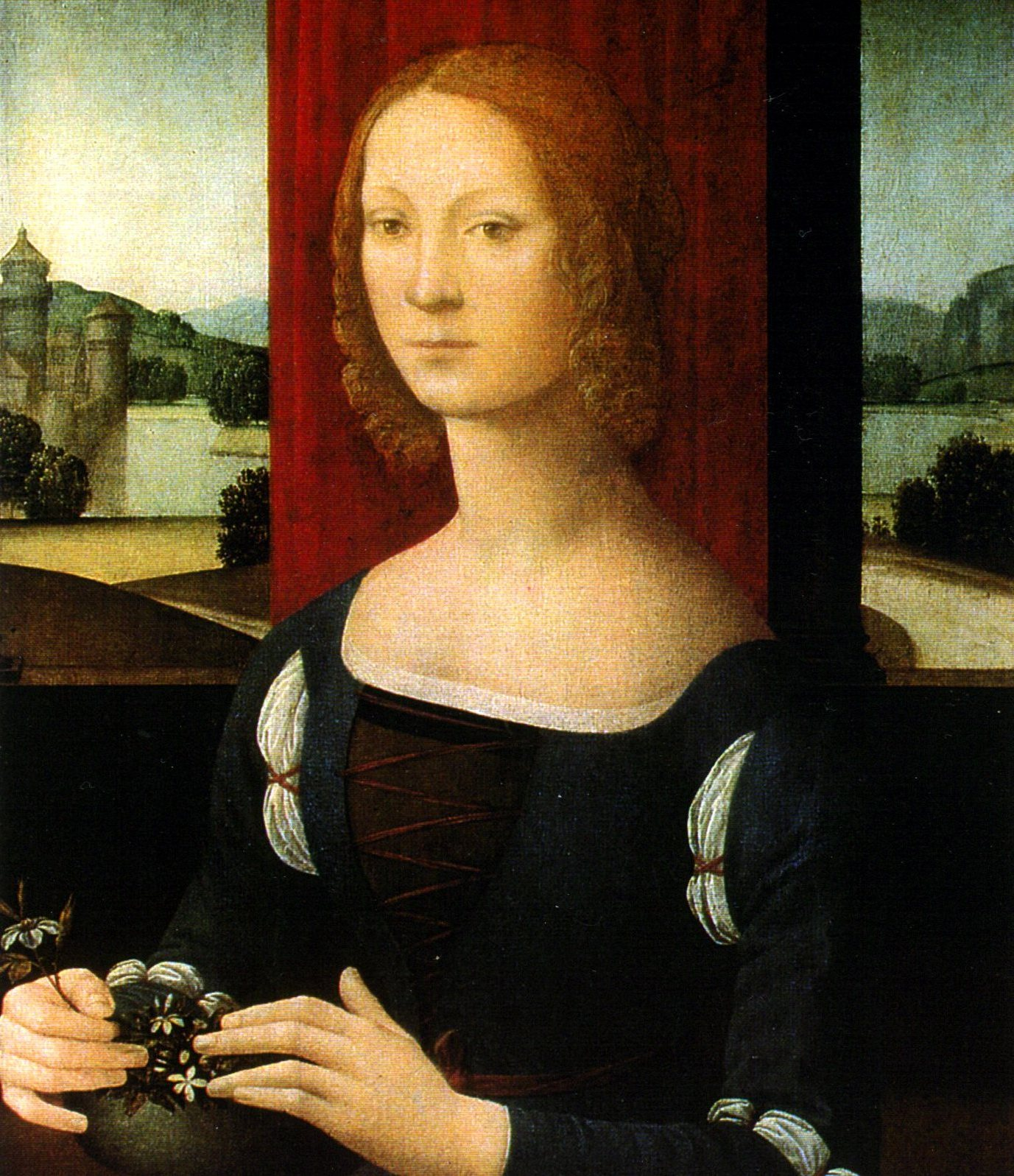
Caterina Sforza Riario, ritratta da Lorenzo di Credi.

Niccolò aveva già presentato al Consiglio dei Richiesti, il 18 febbraio 1498, la propria candidatura a segretario della Seconda Cancelleria della Repubblica di Firenze, ma gli fu preferito un candidato savonaroliano. Pochi giorni però dopo la fine dell'avventura politica e religiosa del frate ferrarese, il 28 maggio Machiavelli fu nuovamente designato ed eletto il 15 giugno dal Consiglio degli Ottanta, elezione ratificata dal Consiglio maggiore il 20 giugno 1498, probabilmente grazie all'autorevole raccomandazione del Primo segretario della Repubblica, Marcello Virgilio Adriani, che il Giovio asserisce essere stato suo maestro.
Per quanto i compiti delle due Cancellerie siano stati spesso confusi, generalmente alla prima si attribuivano gli affari esterni, e alla seconda quelli interni e la guerra: ma i compiti della seconda Cancelleria, presto unificati con quelli della Cancelleria dei Dieci di libertà e pace, consistevano nel tenere i rapporti con gli ambasciatori della Repubblica, cosicché, essendogli stata affidata, il 14 luglio, anche questa ulteriore responsabilità, Machiavelli finì per doversi occupare di una tale somma di compiti da essere storicamente considerato, senza ulteriori distinzioni, il «Segretario fiorentino».
Era il tempo nel quale, conclusa l'avventura italiana di Carlo VIII, la maggiore preoccupazione di Firenze era volta alla riconquista di Pisa, resasi indipendente dopo che Piero de' Medici l'aveva data in pegno al re di Francia e alleata di Venezia che, intendendo impedire l'espansione fiorentina, aveva invaso il Casentino, occupandolo a nome dei Medici. Il pericolo venne fronteggiato dal capitano di ventura Paolo Vitelli, e la mediazione del duca di Ferrara Ercole I, il 6 aprile 1499, riconsegnò il Casentino a Firenze, autorizzandola altresì a riprendersi Pisa. In marzo venne inviato a Pontedera, dove erano acquartierate le milizie del signore di Piombino, Jacopo d'Appiano, alleato di Firenze.
In maggio scrisse il Discorso della guerra di Pisa per il magistrato dei Dieci: poiché «Pisa bisogna averla o per assedio o per fame o per espugnazione, con andare con artiglieria alle mura», esaminate diverse soluzioni, si esprime favorevole a un assedio di «un quaranta o cinquanta dì ed in questo mezzo trarne tutti gli uomini da guerra potete, e non solamente cavarne chi vuole uscire, ma premiare chi non ne volesse uscire, perché se ne esca. Dipoi, passato detto tempo, fare in un subito quanti fanti si può; fare due batterie, e quanto altro è necessario per accostarsi alle mura; dare libera licenza che se ne esca chiunque vuole, donne, fanciulli, vecchi ed ognuno, perché ognuno a difenderla è buono; e così trovandosi i Pisani voti di difensori dentro, battuti dai tre lati, a tre o quattro assalti sarìa impossibile che reggessero».
Il 16 luglio 1499 si presentò a Forlì alla contessa Caterina Sforza Riario, nipote di Ludovico il Moro e madre di Ottaviano Riario, che era stato al soldo dei fiorentini, per rinnovare l'alleanza e ottenere uomini e munizioni per la guerra pisana. Ottenne solo vaghe promesse dalla contessa che era già impegnata a sostenere lo zio nella difficile difesa del Ducato milanese dalle mire di Luigi XII e dovette ripartire senza aver nulla ottenuto. Era nuovamente a Firenze in agosto, quando le artiglierie fiorentine, provocata una breccia nelle mura pisane, aprivano la via alla conquista della città, ma il Vitelli non seppe sfruttare l'occasione e temporeggiò finché la malaria non ebbe ragione delle sue truppe, costringendolo a togliere l'assedio il 14 settembre. Invano ritentò l'impresa: sospettato di tradimento, quello che «era il più reputato capitano d'Italia» fu decapitato.
Nessuna prova vi era che il Vitelli fosse stato corrotto dai Pisani ma la giustificazione di Machiavelli, a nome della Repubblica, in risposta alle critiche di un cancelliere di Lucca, fu che «o per non havere voluto, sendo corropto, o per non havere potuto, non avendo la compagnia, ne sono nati per sua colpa infiniti mali ad la nostra impresa, et merita l'uno o l'altro errore, o tuct'a due insieme che possono stare, infinito castigo». Conquistato il Ducato di Milano, in risposta alla richieste fiorentine Luigi XII mandò suoi soldati a risolvere l'impresa di Pisa le cui mura furono bensì abbattute nel luglio del 1500 ma né gli svizzeri né i francesi entrarono in città anzi, lamentando che Firenze non li pagasse, levarono l'assedio e sequestrarono il commissario fiorentino Luca degli Albizzi, che fu rilasciato solo dietro riscatto. A Machiavelli, presente ai fatti, non restava che informare la Repubblica, che decise di mandarlo in Francia, insieme con Francesco della Casa, per cercare nuovi accordi che risolvessero finalmente la guerra di Pisa.

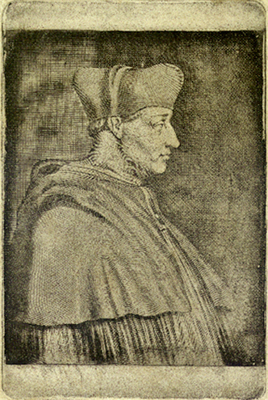
Il cardinale di Rouen Georges d'Amboise

Il 6 agosto 1500 raggiunsero la corte francese a Nevers, presentando al re e al ministro, cardinale di Rouen, le rimostranze per il cattivo comportamento dei loro soldati; sapendo che Firenze non aveva al momento denari sufficienti a finanziare l'impresa, invitarono Luigi a intervenire direttamente nella guerra, al termine della quale la Repubblica avrebbe ripagato la Francia di tutte le spese. Il rifiuto dei francesi - che richiedevano a Firenze il mantenimento degli svizzeri rimasti accampati in Lunigiana e minacciavano la rottura dell'alleanza - mise i legati fiorentini, privi di istruzioni dalla Repubblica, in difficoltà, acuite dalla ribellione di Pistoia e dalle iniziative che frattanto aveva preso in Romagna Cesare Borgia, i cui ambiziosi e oscuri piani potevano anche indirizzarsi contro gli interessi fiorentini.
Occorreva, pagando, mantenere buoni rapporti con la Francia - scriveva da Tours il 21 novembre - e guardarsi dalle macchinazioni del papa: così, ottenuto dalla Signoria il denaro richiesto dalla Francia, Machiavelli poteva finalmente ritornare a Firenze il 14 gennaio 1501. Quella lunga permanenza nella corte francese verrà dislocata negli opuscoli (entrambi del 1510) De natura Gallorum, dove i francesi verranno descritti come «humilissimi nella captiva fortuna; nella buona insolenti [ ... ] più cupidi de' danari che del sangue [ ... ] vani et leggieri [ ... ] più tosto tachagni che prudenti», con una bassa opinione degli Italiani, e nel successivo Ritratto delle cose di Francia, dove, spostandosi su un piano d'analisi prettamente politica, finisce col fare della Francia l'esemplare dello stato moderno. Soprattutto egli insiste sul nesso fra la prosperità della monarchia e il raggiunto processo di unificazione nazionale, sentito come la lezione peculiare delle "cose di Francia".

### Cesare Borgia
(Machiavelli, Lettera ai Dieci del 26 giugno 1502)

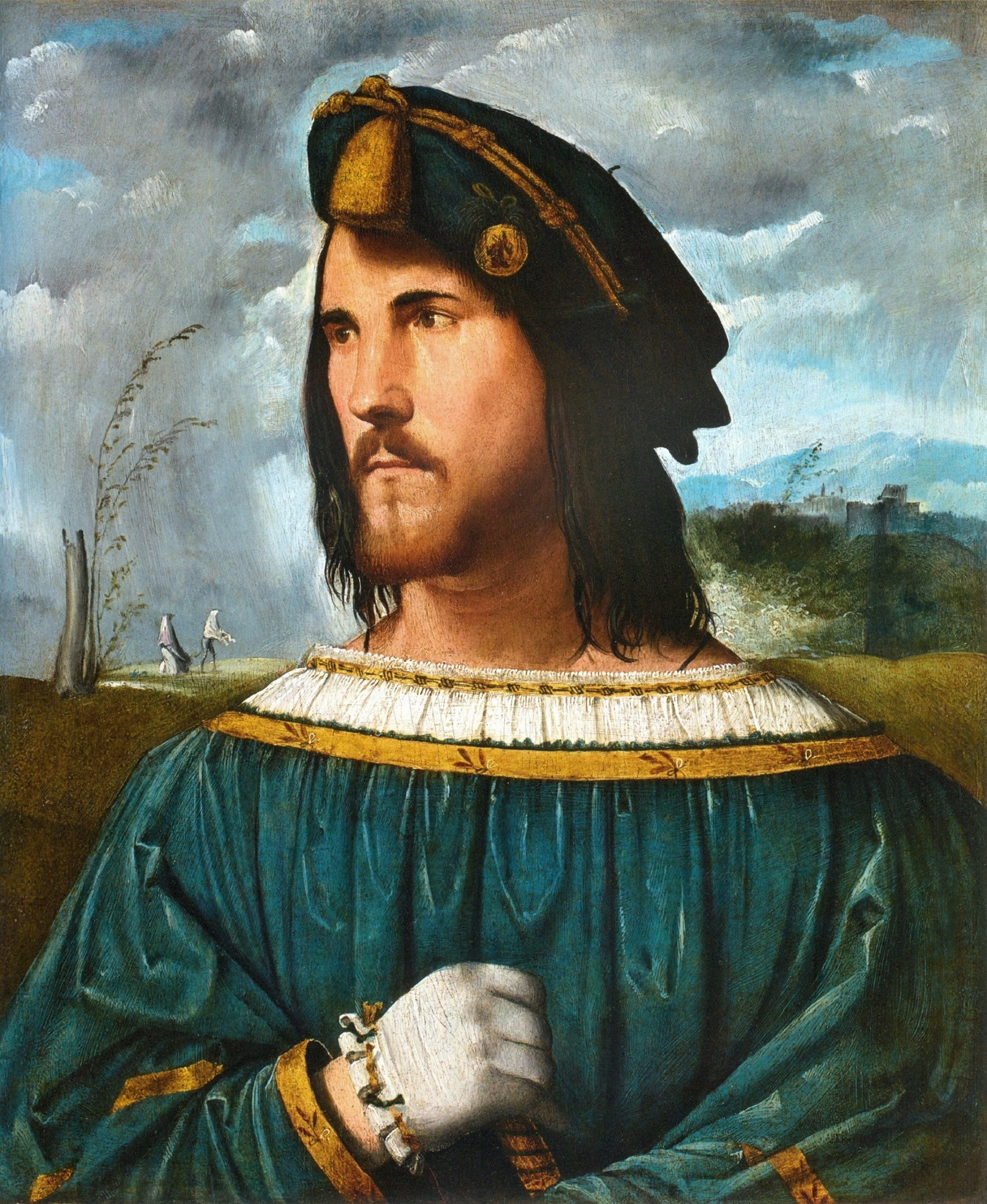
Presunto ritratto di Cesare Borgia, di Altobello Melone.

La minaccia del Borgia si fece presto concreta: fermato dalle minacce della Francia quando tentava d'impadronirsi di Bologna, si volse contro Piombino, entrando nel territorio della Repubblica e cercando di imporle tributi, dai quali Firenze fu nuovamente fatta salva dall'intervento di Luigi. Fra una missione a Pistoia e un'altra a Siena, Niccolò ebbe tempo di sposare, nell'autunno del 1501, Marietta Corsini, donna di modesta origine, dalla quale avrà sette figli: Primerana, Bernardo, Lodovico, Guido, Piero, Baccina e Totto. Padrone di Piombino il 3 settembre 1501, il Borgia, per mezzo del suo sodale Vitellozzo Vitelli s'impadronì di Arezzo, dove si stabilì Piero de' Medici, poi delle terre di Valdichiana, di Cortona, di Anghiari e di Borgo San Sepolcro e di lì passò a investire Camerino e Urbino, chiedendo nel contempo di intavolare trattative con Firenze che, nel frattempo, vistasi stretta dai due Borgia, padre e figlio, aveva rinnovato gli accordi con la Francia.
Il 22 giugno 1502, lo stesso giorno della caduta della città nelle mani di Cesare, partirono per Urbino Machiavelli e il vescovo di Volterra, Francesco Soderini, fratello di Piero: ricevuti il 24 giugno, si sentirono ordinare di cambiare il governo della Repubblica, pena la sua inimicizia. La crisi fu superata grazie all'intervento delle armi francesi: avvicinandosi queste ad Arezzo, la città fu sgomberata e restituita, insieme con le altre terre, ai Fiorentini. Riferimento a questi casi è il breve scritto dell'anno successivo, Del modo di trattare i popoli della Valdichiana ribellati, nel quale, preso esempio dal comportamento tenuto dagli antichi Romani in caso di ribellioni, rimprovera il governo fiorentino di non aver trattato severamente la ribelle città di Arezzo. Pensa che come i Romani
Di fronte a quelli che apparivano tempi nuovi e tempestosi, nei quali occorreva che uomini capaci prendessero pronte risoluzioni, come prima riforma nell'organizzazione dello Stato fiorentino fu resa vitalizia la carica di gonfaloniere, affidata, il 15 settembre 1502, a Pier Soderini, che appariva uomo accetto tanto agli ottimati che ai popolani. La prima missione che egli affidò a Machiavelli fu quella di prendere nuovamente contatto col Borgia il quale, formalmente capitano delle truppe pontificie e finanziato da quello Stato, intendeva tuttavia agire nel proprio interesse e in quello della sua famiglia, stringendo un nuovo patto col Luigi XII e ottenendone libertà d'azione nei suoi piani di espansione, non solo nei confronti di signorotti quali gli Orsini, i Baglioni e il Vitelli, già suoi alleati, ma anche contro lo stesso Bentivoglio di Bologna. Seguendo la tradizionale politica di alleanza con la Francia, Firenze - pur diffidando del Valentino - intendeva confermargli la sua amicizia, per non essere investita dai suoi aggressivi disegni.
Machiavelli giunse a Imola dal Borgia il 7 ottobre, confidandogli che Firenze non aveva aderito all'offerta di amicizia propostale dagli Orsini e dai Vitelli, congiurati a Magione contro il duca Valentino, e ne ricevette in cambio un'offerta di alleanza, alla quale Niccolò, affascinato dalla figura di Cesare Borgia, guardava con favore più di quanto non facesse il governo fiorentino. Fu al seguito del Valentino per tutta la durata di quei tre mesi di campagna militare e, il 1º gennaio 1503, due ore dopo l'uccisione a tradimento di Vitellozzo e di Oliverotto da Fermo, ne raccolse le parole «savie e affezionatissime» per i Fiorentini, invitati nuovamente a unirsi a lui per avventarsi contro Perugia e Città di Castello. Firenze, a questo punto, decise di mandare presso il Borgia un ambasciatore accreditato, Jacopo Salviati, così che il nostro Segretario il 20 gennaio lasciò il campo di Città della Pieve per fare ritorno a Firenze.

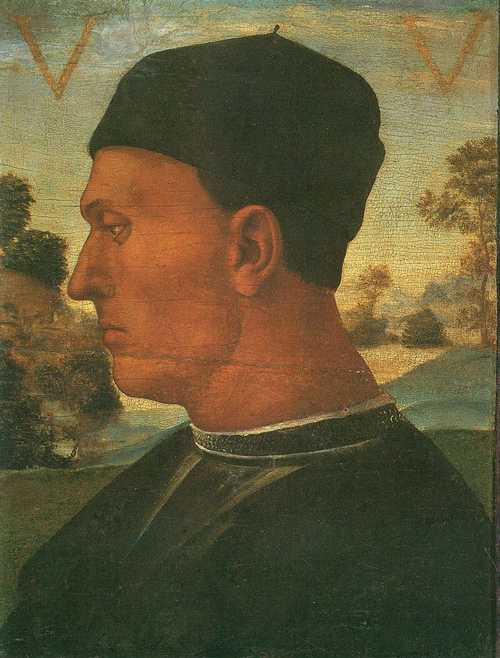
Vitellozzo Vitelli, ritratto da Luca Signorelli.

(Machiavelli, Descrizione del modo tenuto dal duca Valentino nello ammazzare Vitellozzo Vitelli, Oliverotto da Fermo, il signor Pagolo e il duca di Gravina Orsini, giugno-agosto 1503)

### A Roma
La morte di Alessandro VI privò Cesare Borgia delle risorse finanziarie e politiche che gli occorrevano per mantenere il ducato di Romagna, che si dissolse tornando a frammentarsi nelle vecchie signorie, mentre Venezia s'impadronì di Imola e di Rimini. Dopo il brevissimo pontificato di Pio III, Machiavelli fu inviato a Roma il 24 ottobre 1503 per il conclave che il 1º novembre elesse Giulio II. Raccolse le ultime confidenze del Valentino, del quale pronosticò la rovina imminente, e cercò di comprendere le intenzioni politiche del nuovo Papa, che egli sperava s'impegnasse contro i Veneziani, le cui mire espansionistiche erano temute da Firenze: «O la sarà una porta che aprirà loro tutta Italia, o fia la rovina loro», scrive il 24 novembre.
A Roma gli giunse la notizia della nascita del secondogenito Bernardo: «Somiglia voi, è bianco come la neve, ma gli ha il capo che pare velluto nero, et è peloso come voi, e da che somiglia voi parmi bello», gli scrive la moglie Marietta il 24 novembre. E Machiavelli, che lungamente in questo scorcio di tempo aveva frequentato la casa del cardinal Soderini, al quale forse prospettò già il suo progetto di costituire una milizia nazionale che sostituisse l'infida soldatesca mercenaria, il 18 dicembre s'avviò per Firenze.

### In Francia

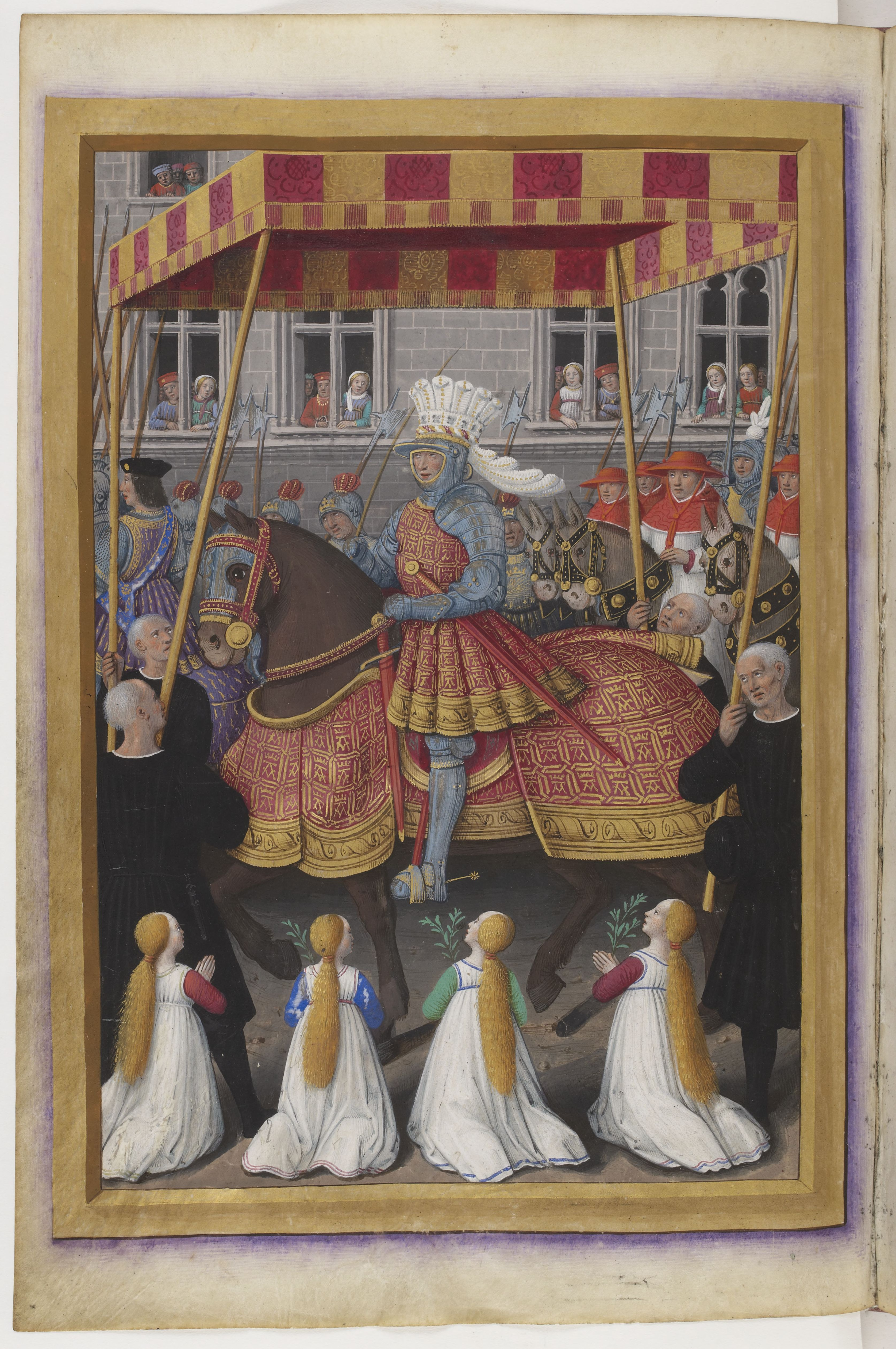
Ingresso a Genova di Luigi XII, 1508.

Le fortune della Francia in Italia sembrarono declinare dopo la cacciata dal Napoletano ad opera dell'armata spagnola di Gonzalo Fernández de Córdoba. Firenze, alleata di Luigi XII, e timorosa delle prossime iniziative della Spagna, del papa e della nemica tradizionale, la Siena di Pandolfo Petrucci, era interessata a conoscere i progetti del re e a questo scopo alla sua corte mandò Machiavelli «a vedere in viso le provvisioni che si fanno e scrivercene immediate, e aggiungervi la coniettura e iudizio tuo». Il 22 gennaio 1504 Machiavelli era a Milano per conferire con il luogotenente Charles II d'Amboise, che non credeva in un attacco spagnolo in Lombardia e rassicurò Niccolò sull'amicizia francese per Firenze.
Raggiunse la corte e l'ambasciatore Niccolò Valori a Lione il 27 gennaio, ricevendo uguali rassicurazioni dal cardinale di Rouen e da Luigi stesso. In marzo ripartiva per Firenze e di qui si recava per pochi giorni a Piombino da Jacopo d'Appiano, per sondare la posizione di quel signorotto. È di questo tempo la stesura del suo primo Decennale, una storia dei fatti notevoli occorsi degli ultimi dieci anni volta in terzine: Machiavelli non è poeta, anche se invoca Apollo nell'esordio del poemetto, ma a noi interessa il suo giudizio sull'attualità della vicenda politica italiana e su quel che attende Firenze:
(Decennale primo, vv 529-549)
I tentativi d'impadronirsi di Pisa fallirono ancora: battuta a Ponte a Cappellese il 27 marzo 1505, Firenze doveva anche guardarsi dalle manovre dei signori ai loro confini. Machiavelli andò a Perugia l'11 aprile per conferire col Baglioni, ora alleato con gli Orsini, con Lucca e con Siena, poi a Mantova, per cercare invano accordi con il marchese Giovan Francesco Gonzaga e il 17 luglio a Siena. In settembre, fallì un nuovo assalto a Pisa e Machiavelli ne trasse spunto per presentare la proposta della creazione di un esercito cittadino. Rimasti diffidenti i maggiorenti della città - che temevano che un esercito popolare potesse costituire una minaccia per i loro interessi - ma appoggiato dal Soderini, Machiavelli si mosse per mesi nei borghi toscani a far leva di soldati, istruiti «alla tedesca», e finalmente, il 15 febbraio 1506, Firenze poté vedere la prima parata di una milizia «nazionale» che peraltro non avrà nessun ruolo nella successiva conquista di Pisa e si rivelerà di scarso affidamento nella difesa di Prato del 1512.

### La seconda legazione a Roma
Con la pace concordata con la Francia nell'ottobre 1505, la Spagna, con Ferdinando II d'Aragona, aveva preso definitivamente possesso del Regno di Napoli. I piccoli stati della penisola attendevano ora le mosse di Giulio II, deciso a imporre la sua egemonia nell'Italia centrale: nel luglio, il papa chiese a Firenze di partecipare alla guerra che egli intendeva muovere al signore di Bologna, Giovanni Bentivoglio, che era alleato, come Firenze, dei francesi, e perciò teoricamente amico, oltre che confinante, dei Fiorentini. Si trattava di temporeggiare, osservando gli sviluppi dell'impresa del papa al quale fu mandato Machiavelli, che lo incontrò a Nepi il 27 agosto 1506.
Giulio II gli dimostrò di godere dell'appoggio della Francia, che aveva promesso di inviare truppe in suo aiuto, cosicché fu agevole a Machiavelli promettere aiuti a sua volta - dopo però che fossero arrivati quelli di re Luigi - e seguì papa Giulio che, con la sua corte curiale e pochi armati se n'andava a Perugia, ottenendo, il 13 settembre, la resa senza combattimento di Giampaolo Baglioni che, con stupore e rimprovero del Machiavelli e, un giorno, anche del Guicciardini, non ebbe il coraggio di opporsi alle poche forze allora a disposizione del Papa. La corte papale, dopo aver atteso a Cesena fino a ottobre l'arrivo dei francesi e, dopo questi, dei Fiorentini di Marcantonio Colonna, entrò trionfante a Bologna l'11 novembre. Machiavelli, tornato a Firenze già alla fine d'ottobre, s'occupò ancora dell'istituzione delle milizie fiorentine: il 6 dicembre furono creati i Nove ufficiali dell'Ordinanza e Milizia fiorentina, eletti dal popolo, responsabili militari della Repubblica.

### In Germania

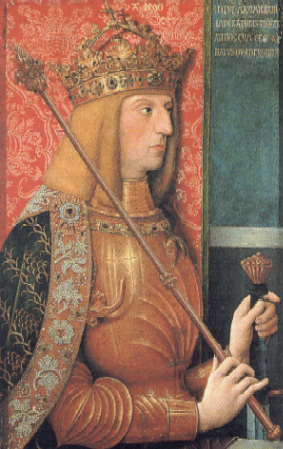
Massimiliano I d'Asburgo

Il nuovo anno 1507 si aprì con le minacce del passaggio in Italia del «Re dei Romani» Massimiliano, intenzionato a ribadire le proprie pretese di dominio sulla penisola, a espellere i francesi e a farsi incoronare a Roma «imperatore del Sacro Romano Impero». Si valutò a Firenze la possibilità di finanziargli l'impresa in cambio della sua amicizia e del riconoscimento dell'indipendenza della Repubblica: il 27 giugno fu inviato a questo scopo l'ambasciatore Francesco Vettori e, il 17 dicembre, lo stesso Machiavelli. Giunse a Bolzano, dove Massimiliano teneva corte, l'11 gennaio 1508 e le lunghe trattative sull'esborso preteso da Massimiliano s'interruppero quando i Veneziani, sconfiggendolo più volte, gli fecero comprendere la velleità dei suoi sogni di gloria.
Da questa esperienza Machiavelli trasse tre scritti, il Rapporto delle cose della Magna, composto il 17 giugno 1508, il giorno dopo il suo rientro a Firenze, il Discorso sopra le cose della Magna e sopra l'Imperatore, del settembre 1509, e il più tardo Ritratto delle cose della Magna, del 1512, una rielaborazione del primo Rapporto. Rileva la grande potenza della Germania, che «abunda di uomini, di ricchezze e d'arme»; le popolazioni hanno «da mangiare e bere e ardere per uno anno: e così da lavorare le industrie loro, per potere in una obsidione [assedio] pascere la plebe e quelli che vivono delle braccia, per uno anno intero sanza perdita. In soldati non spendono perché tengono li uomini loro armati ed esercitati; e li giorni delle feste tali uomini, in cambio delli giuochi, chi si esercita collo scoppietto, chi colla picca e chi con una arme e chi con un'altra, giocando tra loro onori et similia, e quali tra loro poi si godono. In salari e in altre cose spendono poco: talmente che ogni comunità si truova ricca in publico».
Importano e consumano poco perché «le loro necessità sono assai minori delle nostre», ma esportano molte merci «di che quasi condiscono tutta la Italia [...] e così si godono questa loro rozza vita e libertà e per questa causa non vogliono ire alla guerra se non sono soprappagati e questo anche non basterebbe loro, se non fussino comandati dalle loro comunità. E però bisogna a uno imperadore molti più denari che a uno altro principe». Tanta forza potenziale, che potrebbe fare la grandezza politica e militare dell'Imperatore, è limitata dalle divisioni delle comunità governate dai singoli principi, una realtà simile a quella italiana: nessun principe tedesco vuole favorire l'imperatore, «perché, qualunque volta in proprietà lui avessi stati o fussi potente, è domerebbe e abbasserebbe e principi e ridurrebbeli a una obedienzia di sorte da potersene valere a posta sua e non quando pare a loro: come fa oggi il re di Francia, e come fece già il re Luigi, quale con l'arme e ammazzarne qualcuno li ridusse a quella obedienzia che ancora oggi si vede».

### La conquista di Pisa
Decisa a concludere le operazioni militari contro Pisa, Firenze mandò Machiavelli a far leve di soldati: in agosto condusse soldati prelevati da San Miniato e da Pescia all'assedio della città irriducibile. Riunite altre milizie, si incaricò di tagliare i rifornimenti bloccando l'Arno; poi, il 4 marzo del 1509, andò prima a Lucca a intimare a quella Repubblica di cessare ogni aiuto ai Pisani e, il 14, si recò a Piombino, incontrando gli ambasciatori di Pisa per cercare invano un accordo di resa. Raccolte nuove truppe, in maggio era presente all'assedio: Pisa, ormai stremata, trattava finalmente la pace. Machiavelli accompagnò i legati pisani a Firenze dove, il 4 giugno 1509 fu firmata la resa e l'8 giugno poté entrare in Pisa con i commissari Niccolò Capponi, Antonio Filicaia e Alamanno Salviati.

### A Verona e in Francia

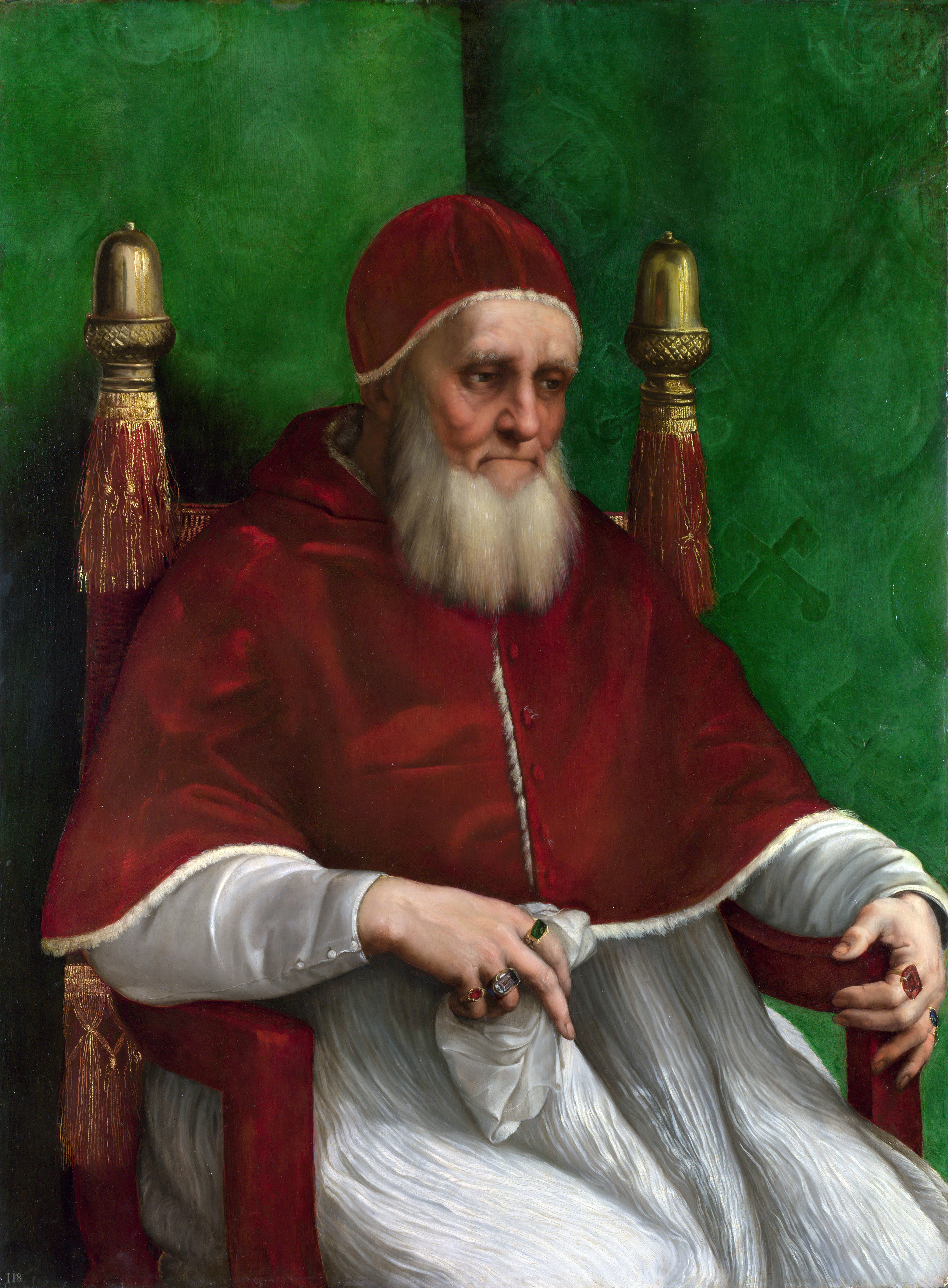
Raffaello Sanzio, Ritratto di Giulio II (1512)

Un ben più vasto incendio era intanto divampato nell'Italia settentrionale: stipulata un'alleanza a Cambrai, Francia, Spagna, Impero e papato si avventavano contro la Repubblica di Venezia che a maggio cedeva i suoi possedimenti lombardi e romagnoli e, in giugno, anche Verona, Vicenza e Padova, consegnate a Massimiliano. Firenze, da parte sua, doveva finanziare la nuova impresa imperiale: consegnato un primo acconto in ottobre, il 21 novembre Machiavelli era a Verona per consegnare il saldo a Massimiliano, che era stato però costretto alla ritirata dalla controffensiva veneziana, resa possibile dalla rivolta popolare contro i nuovi padroni. E Machiavelli commentava dei «due re, che l'uno può fare la guerra e non vuol farla, l'altro ben vorrebbe farla e non può», riferendosi a Luigi e a Massimiliano che se n'era tornato in Germania a chiedere soldati e denari ai principi tedeschi.
Atteso inutilmente il ritorno dell'Imperatore, il 2 gennaio 1510 Machiavelli se ne tornò a Firenze. Venezia si salvò soprattutto grazie alle divisioni degli alleati: mentre Luigi XII aveva tutto l'interesse di ridurre all'impotenza Venezia per avere le mani libere nella pianura padana, Giulio II la voleva abbastanza forte da opporsi alla Francia senza averne contrasto alle proprie ambizioni di espansione. Per Firenze, amica della Francia ma non nemica del papa, era necessario spiegarsi con il re francese, e Machiavelli fu mandato a Blois, dove Luigi teneva la corte, incontrandolo il 17 giugno 1510.
Machiavelli confermò l'amicizia con la Francia ma disse di dubitare che la Repubblica potesse impegnarsi in una guerra contro Giulio II, in grado di volgere contro Firenze forze troppo superiori: meglio sarebbe stata una mediazione che evitasse il conflitto e sottraesse, oltre tutto, Firenze dalla responsabilità di un impegno nel quale era difficile trarre un guadagno. Dovette tornare a Firenze il 19 ottobre, convinto che la guerra fosse ineluttabile. Le vittorie militari non furono sfruttate da Luigi XII e la sua indizione di un concilio a Pisa, che condannasse il papa, provocò l'interdetto di Giulio II contro Firenze. Il 22 settembre 1511 Machiavelli era ancora in Francia, ottenendo dal re soltanto un breve rinvio del concilio: dalla Francia andò a Pisa e riuscì a ottenere il trasferimento del concilio a Milano.

### Il ritorno dei Medici a Firenze
Le fortune di Luigi XII volgevano al tramonto: sconfitto dalla nuova coalizione guidata dal papa, era costretto ad abbandonare la Lombardia, lasciando Firenze politicamente isolata e incapace di resistere alle armi spagnole. Il 31 agosto 1512 Pier Soderini fuggì a Siena, i Medici rientrarono a Firenze: disfatto il vecchio governo, il 7 novembre anche Machiavelli venne rimosso dal suo incarico, il successivo 10 novembre fu confinato e multato della grande somma di mille fiorini e il 17 gli fu interdetto l'ingresso a Palazzo Vecchio.

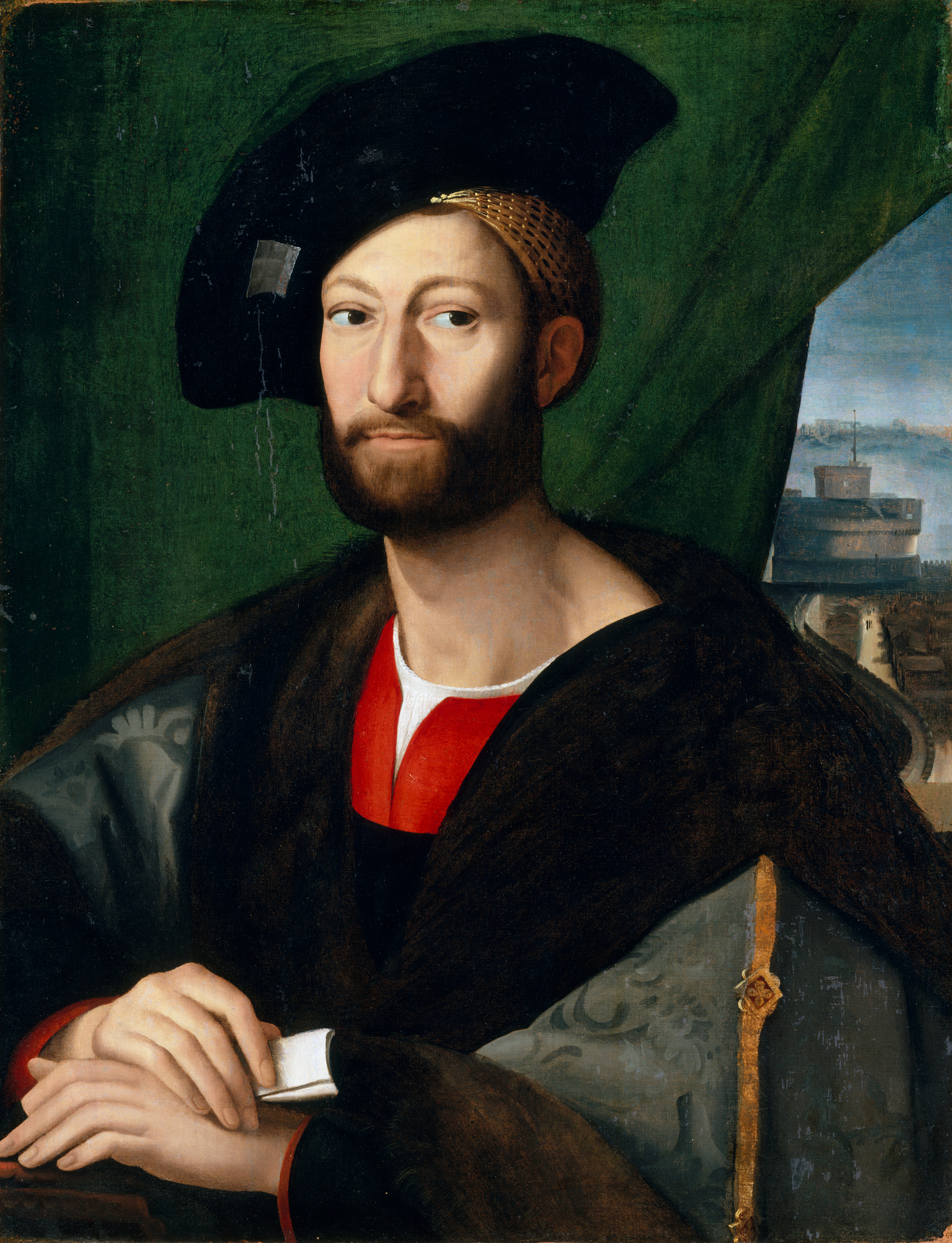
Giuliano de' Medici duca di Nemours

Il nuovo regime processò Pietro Paolo Boscoli e Agostino Capponi, accusati di aver complottato contro Giuliano de' Medici, condannandoli a morte. Anche Machiavelli è sospettato: arrestato il 12 febbraio 1513, fu anche torturato (gli fu somministrata la corda o, com'era chiamata allora a Firenze, la "colla"). Scrisse allora a Giuliano di Lorenzo de' Medici duca di Nemours due sonetti, per ricordargli, ma senza averne l'aria e in forma scherzosa, la sua condizione di carcerato:
Menon pidocchi queste parieti
grossi e paffuti che paion farfalle,
né mai fu tanto puzzo in Roncisvalle
o in Sardigna fra quegli arboreti
quanto nel mio sì delicato ostello»
Giulio II moriva intanto proprio in quei giorni e dal conclave uscì eletto l'11 marzo il cardinale de' Medici con il nome di Leone X: era la fine dei pericoli di guerra per Firenze e anche il tempo dell'amnistia. Uscito dal carcere, Machiavelli cercò di ottenere favori dai Medici attraverso l'ambasciatore Francesco Vettori e lo stesso Giuliano, ma invano. Si ritirò allora nel suo podere dell'Albergaccio connesso a villa Mangiacane (tenuta della famiglia Machiavelli), a Sant'Andrea in Percussina, tra Firenze e San Casciano in Val di Pesa.

### L'esilio dalla politica. «Il Principe»
Qui, tra le giornate rese lunghe dall'ozio forzato, comincia a scrivere i Discorsi sopra la prima Deca di Tito Livio che, forse nel luglio 1513, interrompe per metter mano al suo libro più famoso, il De Principatibus, dal solenne titolo latino ma scritto in volgare e perciò divenuto ben più noto come Il Principe. Lo dedica dapprima a Giuliano di Lorenzo de' Medici e, dopo la morte di questi nel 1516, a Lorenzo de' Medici, figlio di Piero il Fatuo; ma il libro uscì solo postumo, nel 1532. Certo, non doveva farsi illusioni che un Medici potesse mai essere quel «redentore» atteso dall'Italia contro «questo barbaro dominio», ma da un Medici si attendeva almeno la sua propria «redenzione» dall'inattività cui era stato relegato dal ritorno a Firenze di quella famiglia.
Sperava che l'amico Vettori, ambasciatore a Roma, si facesse interprete del suo «desiderio [...] che questi signori Medici mi cominciasseino adoperare», dal momento «che io sono stato a studio all'arte dello stato [...] e doverrebbe ciascheduno aver caro servirsi d'uno che alle spese d'altri fussi pieno d'esperienza. E della fede mia non si doverrebbe dubitare, perché, avendo sempre osservato la fede, io non debbo imparare ora a romperla; e chi è stato fedele e buono quarantatré anni che io ho, non debbe potere mutare natura; e della fede e bontà mia ne è testimonio la povertà mia». Delle ombre della sua povertà, ma anche delle sue luci, Machiavelli scrive al Vettori in quella che è la più famosa lettera della nostra letteratura:
(Lettera a Francesco Vettori, 10 dicembre 1513)

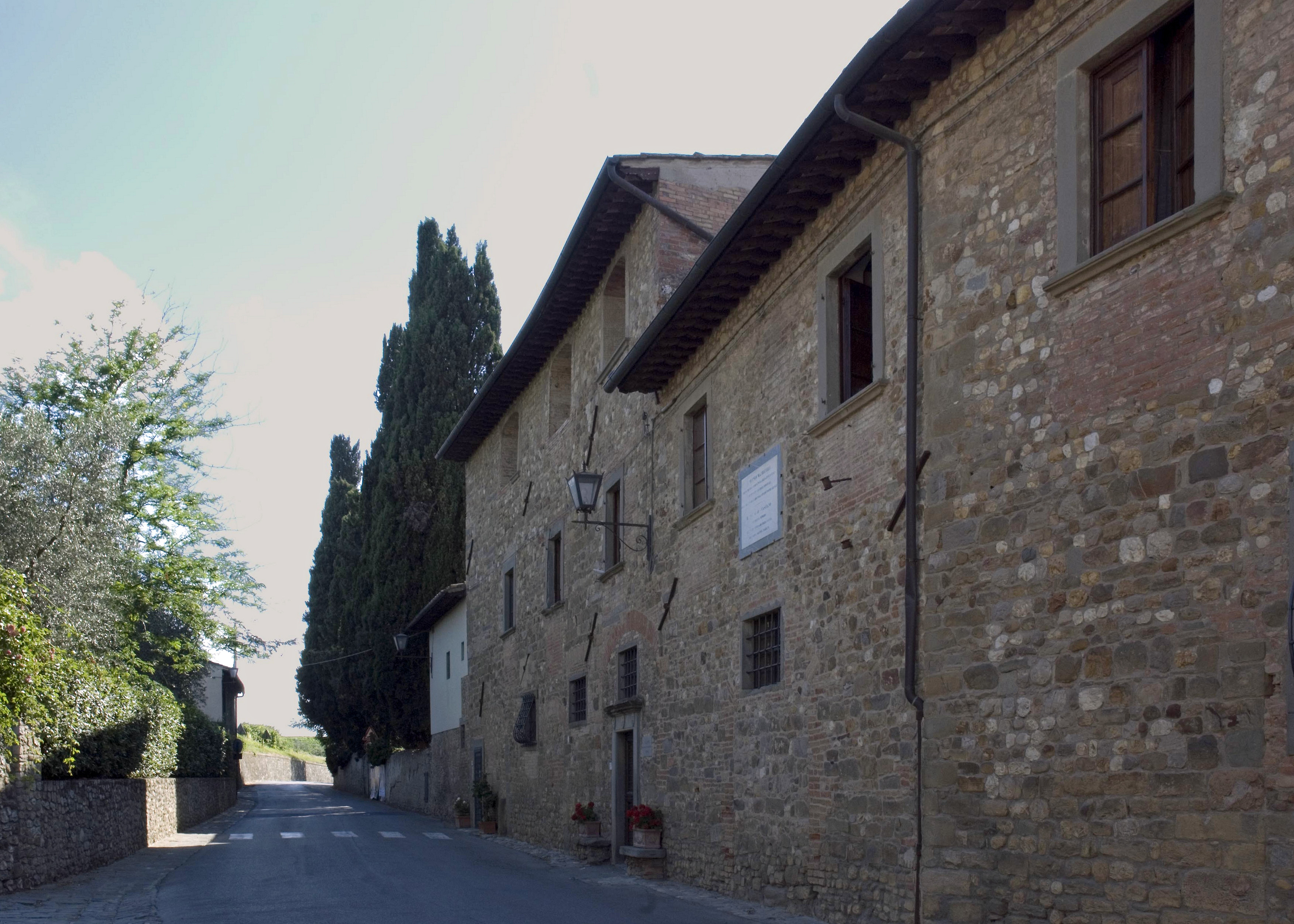
LAlbergaccio di Machiavelli a Sant'Andrea in Percussina

Ritornato il 3 febbraio 1514 a Firenze, continuò a sperare a lungo che il Vettori, al quale spedì il manoscritto del Principe, lo facesse introdurre in qualche incarico nell'amministrazione cittadina, ma invano. Tutto dipendeva dalla volontà del papa, e Leone non era affatto intenzionato a favorire chi non si era mostrato, a suo tempo, favorevole agli interessi di Casa Medici. Machiavelli, da parte sua, scriveva al Vettori di aver «lasciato i pensieri delle cose grandi e gravi» e di non dilettarsi più di «leggere le cose antiche, né ragionare delle moderne: tutte si sono converse in ragionamenti dolci». Si era infatti innamorato di una «creatura tanto gentile, tanto delicata, tanto nobile e per natura e per accidente, che io non potrei né tanto laudarla né tanto amarla che la non meritasse più».
La guerra, ripresa in Italia dalla discesa del nuovo re di Francia Francesco I, si concluse nel settembre 1515 con la sua grande vittoria a Marignano (oggi Melegnano) contro la vecchia «Lega santa»: Leone X dovette accettare il dominio francese in Lombardia e la stipula a Bologna di un concordato che riconosceva il controllo reale sul clero francese. Si rifece impossessandosi, per conto del nipote Lorenzo, capitano generale dei Fiorentini, del Ducato di Urbino. A quest'ultimo invano dedicava Machiavelli il suo Principe: la sua esclusione dalla gestione degli affari di Firenze continuava.

### Gli «ozi letterari»

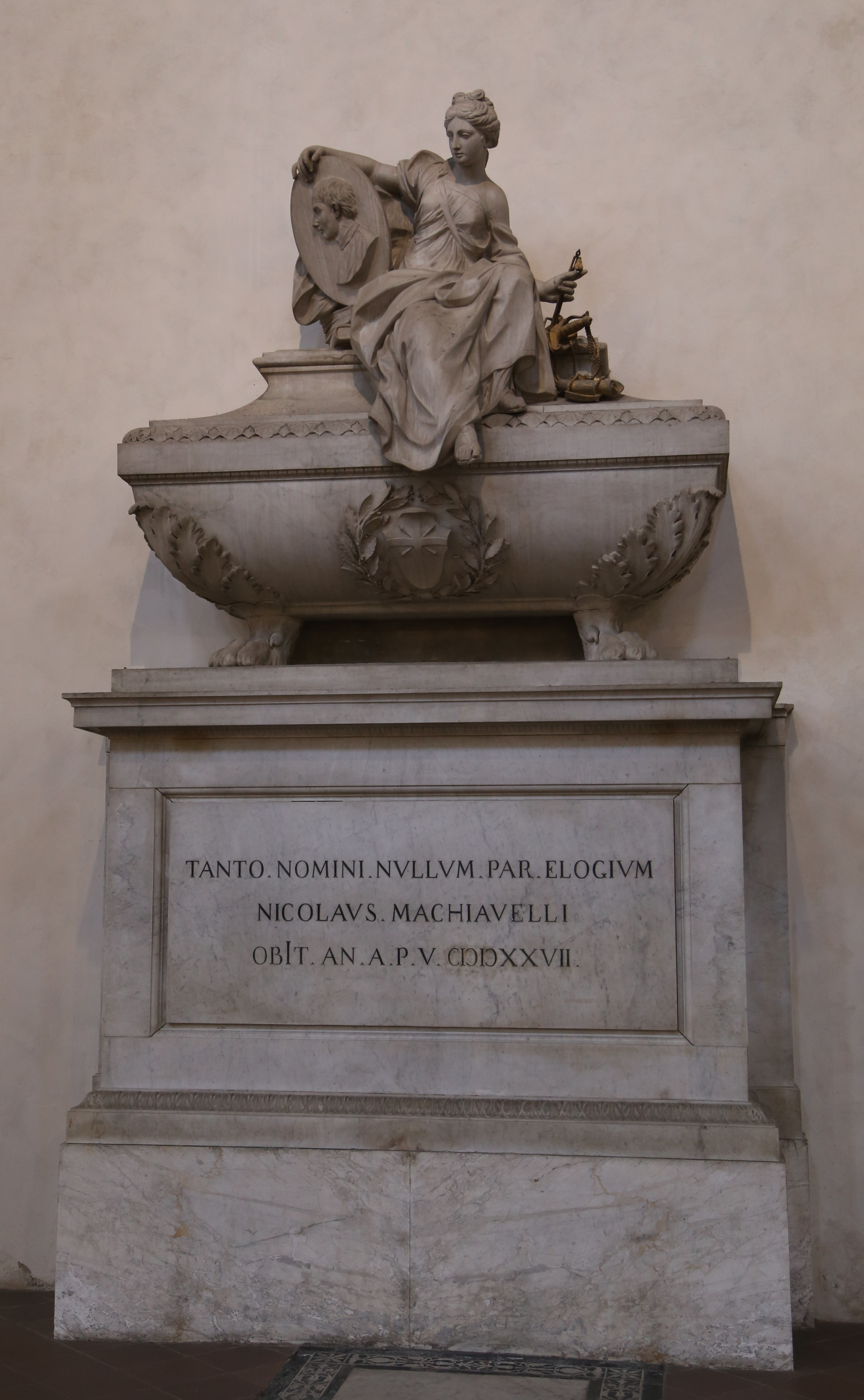
La tomba del Machiavelli
(Santa Croce, Firenze)

Nel 1516 o 1517 si diede a frequentare gli «Orti Oricellari», latineggiamento che indica i giardini del Palazzo di Cosimo Rucellai, dove si riunivano letterati, giuristi ed eruditi come Luigi Alamanni, Jacopo da Diacceto, Jacopo Nardi, Zanobi Buondelmonti, Antonfrancesco degli Albizi, Filippo de' Nerli e Battista della Palla. Qui vi lesse probabilmente qualche capitolo di quell'Asino, poemetto in terzine che voleva essere una contaminazione fra l'Asino d'oro di Apuleio e la Divina Commedia dantesca, ma che lasciò presto interrotto: e al Rucellai e al Buondelmonti dedicò i Discorsi sopra la prima Deca di Tito Livio, scritti dal 1513 al 1519. Machiavelli si era già cimentato, quando ricopriva l'incarico di segretario della Repubblica, in composizioni teatrali: una imitazione dell'Aulularia di Plauto e una commedia, Le maschere, ispirata a Nebulae di Aristofane, sono tuttavia perdute. Al 1518 risale il suo capolavoro letterario, la commedia Mandragola, nel cui prologo egli inserisce un accenno autobiografico
Intorno a quest'anno vanno collocate la traduzione dell'Andria di Terenzio e stesura della novella di Belfagor arcidiavolo o Novella del demonio che pigliò moglie - il suo titolo preciso è attualmente stabilito in Favola - il cui tema di fondo è la visione pessimistica dei rapporti che legano gli esseri umani, tutti intesi al proprio interesse a danno, se necessario, di quello di ciascun altro.

### Il ritorno alla vita politica
Lorenzo de' Medici morì nel 1519, lasciando il governo di Firenze al cardinale Giulio. Costui, favorevole a Machiavelli, nel 1520, lo incaricò della stesura delle Istorie fiorentine sotto lauta retribuzione. Machiavelli, galvanizzato dall'incarico, diede alle stampe nel 1521 l'Arte della guerra, dedicandola allo stesso cardinale Giulio. Nello stesso anno fu inviato in missione diplomatica a Carpi presso il governatore Francesco Guicciardini di cui, pur avendo opposte visioni della Storia, divenne buon amico. Nel 1525 cercò di guadagnare il favore di papa Clemente VII offrendogli le Istorie fiorentine. Nel frattempo giunsero la revoca ufficiale dell'interdizione dalla vita pubblica e l'affidamento di missioni militari in Romagna in collaborazione col Guicciardini.

### L'ultima interdizione dalla vita pubblica e la morte
Nel 1527 i Medici furono cacciati da Firenze e venne instaurata nuovamente la repubblica. Machiavelli si propose come candidato alla carica di segretario della repubblica, ma venne respinto in quanto ritenuto colluso coi Medici e soprattutto con papa Clemente VII. La delusione per Machiavelli fu insopportabile. Ammalatosi repentinamente, cominciò a peggiorare vistosamente fino alla morte, sopraggiunta il 21 giugno 1527, nella sua casa in via Guicciardini. Abbandonato da tutti, fu sepolto nel corso di una modesta cerimonia funebre nella tomba di famiglia nella basilica di Santa Croce. Nel 1787 la città di Firenze fece costruire un monumento nella basilica stessa; esso raffigura la Diplomazia assisa su un sarcofago marmoreo. Sulla lastra frontale sono incise le parole Tanto nomini nullum par elogium (Nessun elogio sarà mai degno di tanto nome).

## Pensiero

### Machiavelli e il Rinascimento
Con il termine machiavellico si è spesso indicato un atteggiamento spregiudicato e disinvolto nell'uso del potere: un buon principe deve essere astuto per evitare le trappole tese dagli avversari, capace di usare la forza se ciò si rivela necessario, abile manovratore negli interessi propri e del suo popolo. Ciò si accompagna a un travaglio personale che Machiavelli sentiva nella sua attività quotidiana e di teorico, secondo una tradizione politica che già in Cicerone affermava: "un buon politico deve avere le giuste conoscenze, stringere mani, vestire in modo elegante, tessere amicizie clientelari per aver un'adeguata scorta di voti".
Con Machiavelli l'Italia ha conosciuto il più grande teorico della politica. Secondo Machiavelli la politica è il campo nel quale l'uomo può mostrare nel modo più evidente la propria capacità di iniziativa, il proprio ardimento, la capacità di costruire il proprio destino secondo il classico modello del faber fortunae suae. Nel suo pensiero si risolve il conflitto fra regole morali e ragion di Stato che impone talvolta di sacrificare i propri princìpi in nome del superiore interesse di un popolo. La politica deve essere autonoma da teologia e morale e non ammette ideali, è un gioco di forze finalizzate al bene della collettività e dello stato. La politica, svincolata da dogmatismi e princìpi teorici, guarda alla realtà effettuale, ai "fatti": "Mi è parso più conveniente andare dietro alla verità effettuale della cosa piuttosto che alla immaginazione di essa". Si tratta di una visione antropocentrica che si richiama all'Umanesimo quattrocentesco ed esprime gli ideali del Rinascimento. Il pensiero machiavellico fu particolarmente osteggiato dal gesuita Giovanni Lorenzo Lucchesini.

### Il giudizio su Dante
Nel Discorso o dialogo intorno alla nostra lingua, opera di non certa attribuzione e che non fu pubblicata, Machiavelli dà un giudizio severo su Dante Alighieri, col quale inscena un dialogo nell'opera. Dante è rimproverato di negare la matrice fiorentina della lingua della Commedia. Il passo assume i caratteri dell'invettiva contro il poeta concittadino, accusato di aver infangato la reputazione di Firenze:
(Niccolò Machiavelli, Discorso o dialogo intorno alla nostra lingua)
Poi, durante un altro scambio immaginario con Dante, Machiavelli rimprovera il carattere "goffo", "osceno", addirittura "porco" del registro utilizzato nell'Inferno:
"Poi ci partimmo et n'andavamo introcque";
non hai fuggito il porco, com'è quello:
"che merda fa di quel che si trangugia";
non hai fuggito l'osceno, com'è:
"le mani alzò con ambedue le fiche";
e non avendo fuggito questo, che disonora tutta l'opera tua, tu non puoi haver fuggito infiniti vocaboli patrii che non s'usano altrove che in quella [...]»
(Niccolò Machiavelli, Discorso o dialogo intorno alla nostra lingua)

### La concezione della storia

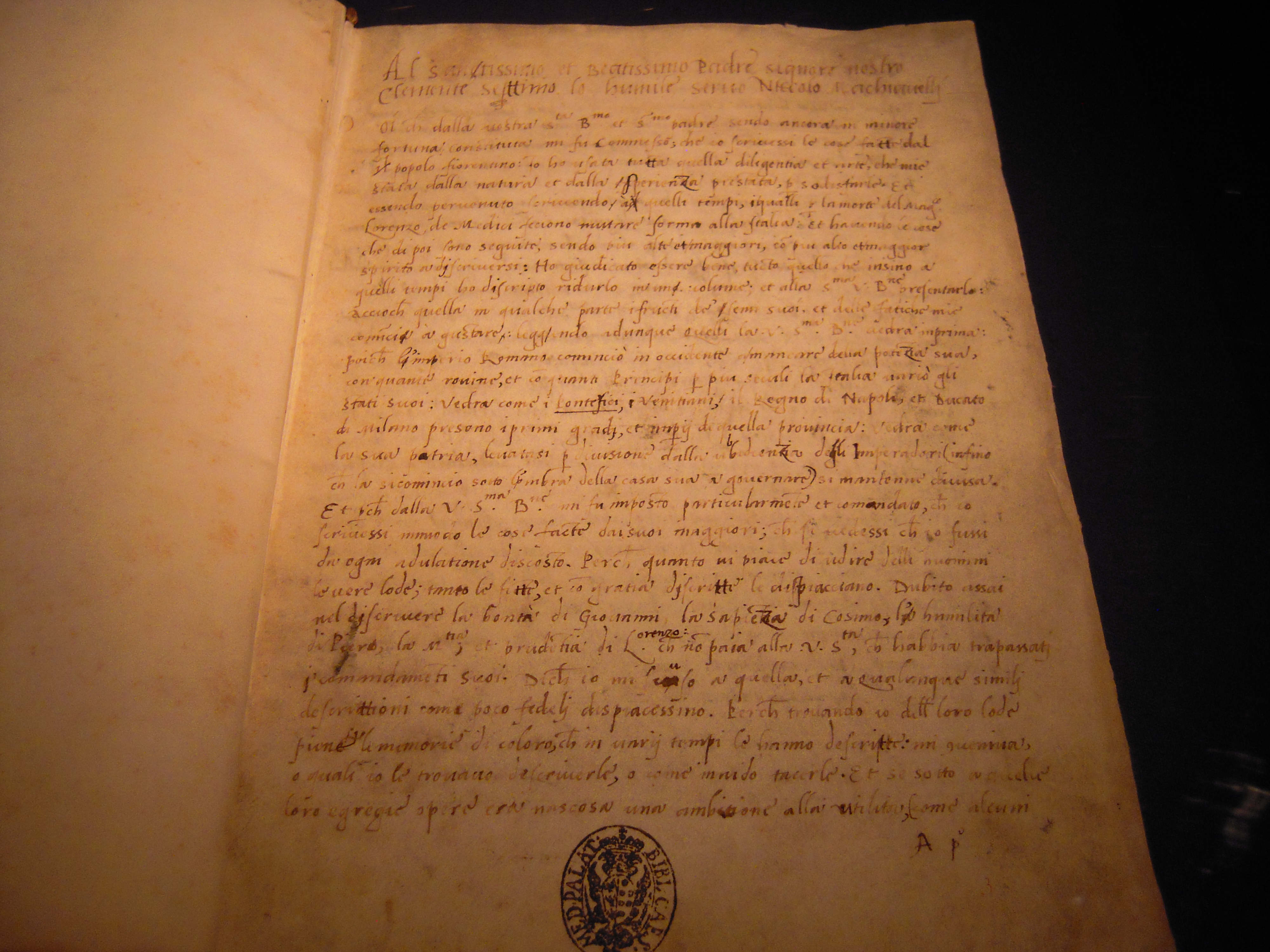
Prima pagina della dedica a Clemente VII in un codice delle Historie fiorentine (Firenze, Biblioteca Medicea Laurenziana, Med. Palat. 163, c. A Ir)

Per Machiavelli la storia è il punto di riferimento verso il quale il politico deve sempre orientare la propria azione. La storia fornisce i dati oggettivi su cui basarsi, i modelli da imitare, ma indica anche le strade da non ripercorrere. Machiavelli si basa su una concezione ciclica della storia: "Tutti li tempi tornano, li uomini sono sempre li medesimi". Ma ciò che allontana Machiavelli da una visione deterministica della storia è l'importanza che egli attribuisce alla virtù, ovvero alla capacità dell'uomo di dominare il corso degli eventi utilizzando opportunamente le esperienze degli errori compiuti nel passato, nonché servendosi di tutti i mezzi e di tutte le occasioni per la più alta finalità dello stato, facendo anche violenza, se necessario, alla legge morale.
Non a caso il Principe, nella conclusione, abbandona il suo taglio cinico e pragmatico per esortare i sovrani italiani, con una scrittura più solenne e venata di un certo idealismo, a riconquistare la sovranità perduta e a cacciare l'invasore straniero. Non c'è rassegnazione nel Principe, né tanto meno sfiducia nei confronti dell'uomo. La storia è il prodotto dell'attività politica dell'uomo per finalità terrene esclusivamente pratiche. Lo stato, oggetto di tale attività, nella situazione politica e nel pensiero del tempo si identifica con la persona del principe.
Di conseguenza l'attività politica è riservata solo ai grandi protagonisti, ai pochi capaci di agire, non al "vulgo" incapace di decisione e di coraggio. L'obiettivo è creare o conservare lo stato, una creazione individuale legata alle qualità e alla sorte del suo fondatore: la fine del principe può determinare la fine del suo stato, come capitò ad esempio a Cesare Borgia. Machiavelli ha dunque un'importanza fondamentale per la scoperta che la politica è una forma particolare autonoma di attività umana, il cui studio rende possibile la comprensione delle leggi da cui è perennemente retta la storia; da quella scoperta discende, come suo naturale fondamento, una vigorosa concezione della vita, incentrata unicamente sulla volontà e sulla responsabilità dell'uomo.

### Il senso della nazione
Una errata interpretazione del Novecento fece del Machiavelli un precursore del movimento unitario italiano, ma la parola nazione ha assunto l'attuale significato solo a partire dalla seconda metà del Settecento, mentre il Machiavelli la usò in senso particolaristico e cittadino (es. nazione fiorentina o, nel senso più generico di popolo, moltitudine). Tuttavia, Machiavelli propugnava un principato in grado di reggersi sull'unità etnica  dell'Italia; così facendo, e denunciando in tal modo una chiara coscienza dell'esistenza di una civiltà italiana, Machiavelli predicava la liberazione dell'Italia sotto il patrocinio di un principe, criticando il dominio temporale dei Papi che spezzava in due la penisola.
Ma l'unità d'Italia resta in Machiavelli un problema solo intuito. Non si può dubitare che avesse concepito l'idea dell'unità italiana, ma tale idea restò indeterminata, poiché non trovò appigli concreti nella realtà, restando perciò a livello di utopia, cui solo dava forma la figura ideale del principe nuovo. Machiavelli dunque intraprese un viaggio che identificò come spirituale in giro per il mondo. In seguito, tornato in patria, ebbe una nuova visione sia del "popolo" che della "nazione" (di qui quello che oggi definiamo rinnovamento culturale).

### Il principeoDe Principatibus

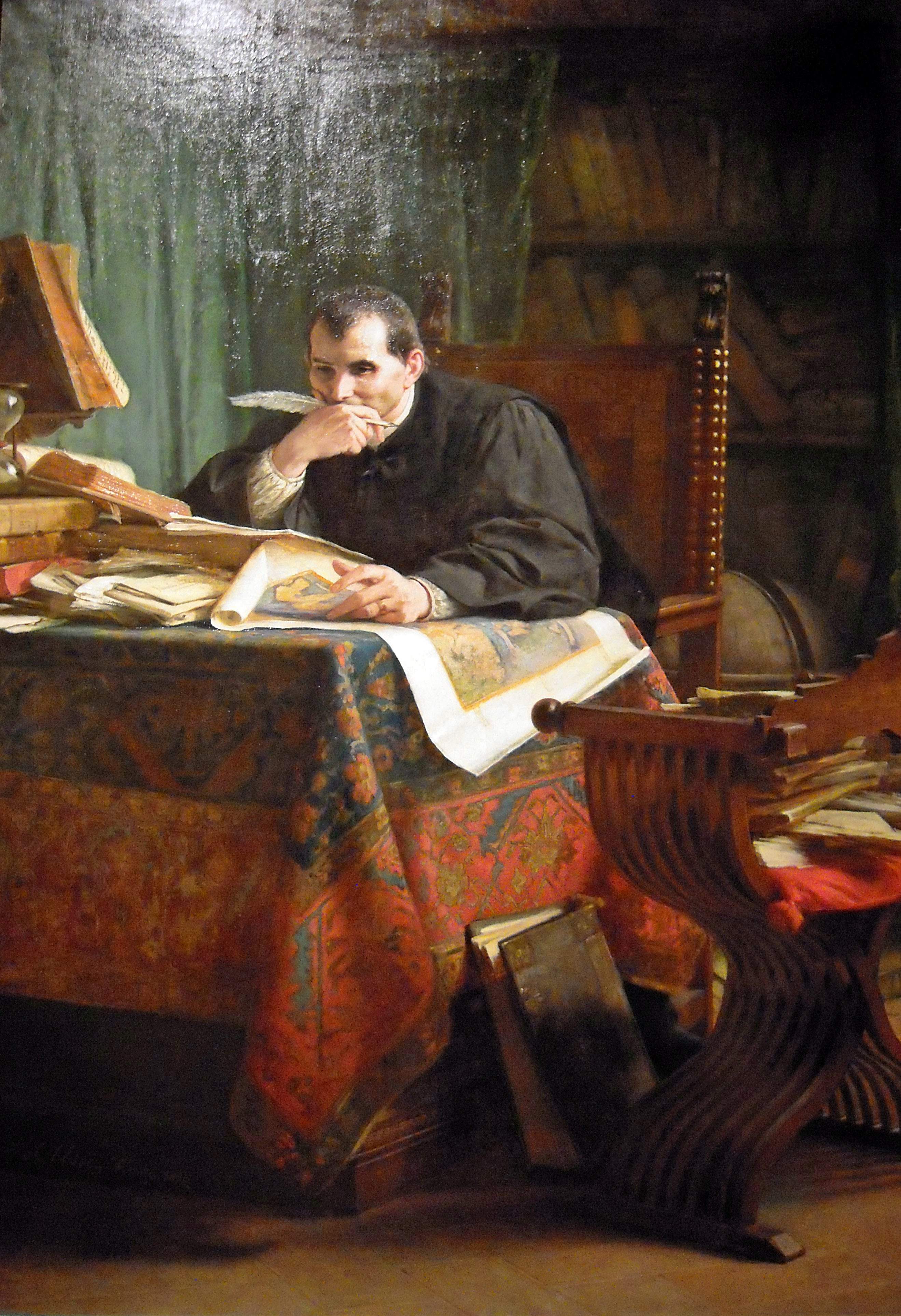
Niccolò Machiavelli nello studio, Stefano Ussi, 1894

Emblematico è il modo di trattare argomenti delicati, quali le mosse necessarie al Principe per organizzare uno stato ed ottenerne uno stabile e duraturo consenso. Per esempio vi troviamo indicazioni programmatiche, quali l'utilità nello "spegnere" gli stati abituati a vivere liberi di modo da averli sotto il proprio diretto controllo (metodo preferito al creare un'amministrazione locale "filo-principesca" o al recarvisi e stabilirvisi personalmente, metodo però sempre tenuto da conto in modo da avere un occhio sempre presente sulle proprie terre, e stabilire una figura rispettata e conosciuta in loco).
Altro elemento caratteristico del trattato sta nella scelta dell'atteggiamento da tenere nei confronti dei sudditi, culminante nell'annosa questione del "s'elli è meglio essere amato che temuto o e converso" (Cap. XVII). La risposta corretta si concretizzerebbe in un ipotetico principe amato e temuto, ma essendo difficile o quasi impossibile per una persona umana l'essere ambedue le cose, si conclude decretando che la posizione più utile viene ad essere quella del Principe temuto (pur ricordando che mai e poi mai il Principe dovrà rendersi odioso nei confronti del popolo, fatto che porrebbe i prodromi della propria caduta). Qua appare indubbiamente la concezione realistica e la concretezza del Machiavelli, il quale non viene a proporre un ipotetico Principe perfetto, ma irrealizzabile nel concreto, bensì una figura effettivamente possibile e soprattutto "umana".
Ulteriore atteggiamento principesco dovrà l'essere metaforicamente sia "volpe" che "leone", in modo da potersi difendere dalle avversità sia tramite l'astuzia (volpe) che tramite la violenza (leone). Mantenendo un solo atteggiamento dei due non ci si potrà difendere da una minaccia violenta o di astuzia. Spesso alla figura evocata dal Principe di Machiavelli viene associata la figura di un uomo privo di scrupoli, di un cinismo estremo, nemico della libertà. Inoltre gli viene erroneamente associata la frase "il fine giustifica i mezzi", che invece mai enunciò. Questo perché la parola "giustifica" evoca sempre un criterio morale, mentre Machiavelli non vuole "giustificare" nulla, vuole solo valutare, in base ad un altro metro di misura, se i mezzi utilizzati sono adatti a conseguire il fine politico, l'unico fine da perseguire è il mantenimento dello Stato.
Machiavelli nella stesura del Principe si rifà alla reale situazione che gli si presentava attorno, una situazione che necessitava essere risolta con un atto deciso, forte, violento. Machiavelli non vuole proporre dei mezzi giustificati da un fine, egli pone un programma politico che qualunque Principe che voglia portare alla liberazione dell'Italia, da troppo tempo schiava, dovrà seguire. Fuori dai suoi intenti una giustificazione morale dei punti suggeriti: egli stende un vademecum necessariamente utile a quel Principe che finalmente vorrà impugnare le armi. Alle accuse di sola illiberalità od autoritarismo, si può dare una risposta leggendo il capitolo IX, "De Principatu Civili", ritratto di un principe nascente dal e col consenso del popolo, figura ben più solida del Principe nato dal consenso dei "grandi", cioè dei grandi proprietari feudali. Non esiste un unico tipo di principato, ma per ognuno troviamo un'ampia trattazione di pregi e dei difetti.

#### Controversie sulPrincipe
(Ugo Foscolo, Dei sepolcri)
La gelida obiettività e un certo cinismo con cui Machiavelli descriveva il comportamento freddo, razionale ed eventualmente spietato che un capo di Stato deve mettere in atto, colpì i critici. Così, da una parte vi è la linea di pensiero tradizionale, secondo la quale "Il Principe" è un trattato di scienza politica destinato al governante, che tramite esso saprà come affrontare i problemi, spesso drammatici, posti dal suo ruolo di garante della stabilità dello stato. Dall'altra, troviamo un'interpretazione secondo cui il trattato di Machiavelli, che era originariamente un repubblicano, ha come vero scopo quello di mettere a nudo, e quindi chiarire, le atrocità compiute dai principi dell'epoca, a vantaggio del popolo, che di conseguenza avrebbe le dovute conoscenze per attuare le precauzioni al fine di stare in guardia e difendersi quando si dimostra necessario. Il principe è visto anche come figura assai drammatica, la quale, per il bene dello stato stesso, non si può permettere di lasciare spazio al proprio carattere, diventando così quasi un uomo-macchina.
Secondo alcuni, Machiavelli venne in realtà accusato da subito di nicodemismo, e:
(Attribuita a Niccolò Machiavelli)
Gli esponenti di questa seconda interpretazione (la cosiddetta "interpretazione obliqua", diffusa dal XVII secolo, e avanzata per la prima volta da Alberico Gentili nel 1585 ispirandosi a Reginald Pole, poi ripresa da Traiano Boccalini e in seguito Baruch Spinoza), furono numerosi soprattutto in ambito illuminista (anche se venne rifiutata da Voltaire), che vedeva in Machiavelli un precursore della politica laica e del repubblicanesimo: la sostennero, dal Settecento, Jean-Jacques Rousseau, Vittorio Alfieri, Giuseppe Baretti, Giuseppe Maria Galanti, gli enciclopedisti (in primis Denis Diderot e Jean Baptiste d'Alembert), Ugo Foscolo e Giuseppe Parini, e ha avuto diffusione soprattutto nell'Ottocento, prima e durante il Risorgimento; ne è un esempio quello che Foscolo scrive nei "Sepolcri": «Io quando il monumento / vidi ove posa il corpo di quel grande / che temprando lo scettro a' regnatori / gli allor ne sfronda, ed alle genti svela / di che lagrime grondi e di che sangue». Forse alcuni di essi - ad esempio, per quanto riguarda Foscolo, è un'ipotesi alternativa di Spongano e riportata anche da Mario Pazzaglia - ritenevano anche che, pur essendo Il principe un'opera fatta per i tiranni e i governanti, fosse utile lo stesso per svelare al popolo gli intrighi del potere, ritenendo valida l'interpretazione obliqua, qualunque fossero le intenzioni di Machiavelli.
In generale, per i sostenitori di questa lettura, Il principe avrebbe, come le satire (ad esempio Una modesta proposta di Jonathan Swift), uno scopo opposto a quello apparente, come avverrà anche per alcuni scritti di epoca romantica (Lettera semiseria di Grisostomo di Giovanni Berchet o alcune Operette Morali di Giacomo Leopardi).
In epoca più recente, tuttavia, nella maggioranza dei critici è prevalsa la prima interpretazione, quella tradizionale, dal quale risalta la libertà e concretezza, anche spregiudicata, del pensiero di Machiavelli, che non descrive mondi utopici, ma il mondo reale della politica dei suoi tempi, e la sua concezione anticipatrice del realismo politico e della cosiddetta realpolitik. L'interpretazione obliqua è stata riproposta in modo minoritario, ad esempio in alcuni monologhi del drammaturgo e attore Dario Fo.

### Lo stile
Il modello linguistico prescelto da Machiavelli è fondato sull'uso vivo più che sui modelli letterari; lo scopo, esplicito soprattutto nel Principe, di scrivere qualcosa di utile e chiaramente espressivo lo induce a scegliere spesso modi di dire proverbiali di immediata evidenza. Il lessico impiegato dall'autore si rifà a quello boccacciano, è ricco di parole comuni e i latinismi, seppure abbondanti, provengono per lo più dal gergo cancelleresco. Nelle sue opere ricoprono un ruolo assai rilevante anche le metafore, i paragoni e le immagini. La concretezza è una delle caratteristiche salienti, l'esempio concreto ed essenziale, tratto dalla storia sia antica che recente, è sempre preferito al concetto astratto.
In generale si parla di uno stile "fresco", come lo ebbe a definire il filosofo Nietzsche in Al di là del bene e del male, con un riferimento particolare all'uso della paratassi, a una certa sentenziosità delle frasi, costruite secondo un criterio di chiarezza a scapito di un maggior rigore logico-sintattico. Machiavelli rende evidenti concetti che, se espressi con un linguaggio più elaborato, sarebbero molto difficili da decifrare, e riesce a esprimere le sue tesi con originale capacità espositiva.

## Opere
- Discorso fatto al magistrato de' Dieci sopra le cose di Pisa (1499)
- Parole da dirle sopra la provvisione del danaio (1503)
- Descrizione del modo tenuto dal Duca Valentino nello ammazzare Vitellozzo Vitelli, Oliverotto da Fermo, il Signor Pagolo e il duca di Gravina Orsini (1503)
- De natura Gallorum (1510)
- Ritratto delle cose di Francia (1510)
- Ritratto delle cose della Magna (1512)
- Decennali (1504-1513)
- Il Principe (1513)
- Discorsi sopra la prima deca di Tito Livio (1513-1519)
- Dell'arte della guerra (1519-1520)
- La vita di Castruccio Castracani da Lucca (1520)
- Istorie fiorentine (1520-1525)
- Discorso o dialogo intorno alla nostra lingua (1524-5; pubblicato nel 1730)
- L'asino (1517)
- Mandragola (1518)
- Andria (1517-1520), traduzione-rifacimento dell'Andria di Terenzio
- Clizia (1525)
- Belfagor arcidiavolo (1518-1527)
- Epistolario (1497-1527)

Edizioni critiche in pubblico dominio:
- Legazioni, commissarie, scritti di governo. A cura di Fredi Chiappelli. Laterza, Roma-Bari.
  -  1, 1971.
  -  2, 1973.
  -  3, 1984.
  -  4, 1985.

## Onori
- Nel 2009 Alitalia gli ha dedicato uno dei suoi Airbus A320-216 (EI-DTI).

## Nella cultura di massa
- Il suo nome, modificato in "Makaveli", venne usato dal rapper statunitense Tupac Shakur tra il 1995 e il 1996 per firmare molte sue canzoni e un album uscito postumo.
- Niccolò Machiavelli viene proposto anche nel videogioco Assassin's Creed II e il seguito Assassin's Creed: Brotherhood, in veste di Assassino. Proprio in quest'ultimo assume un ruolo particolarmente importante, insieme ad altri personaggi dell'Italia rinascimentale.
- Niccolò Machiavelli è, assieme a John Dee, il principale antagonista della serie di romanzi fantasy I segreti di Nicholas Flamel, l'immortale (come capo dei servizi segreti francesi), scritta da Michael Scott.
- Nella mostra "Il Principe di Niccolò Machiavelli e il suo tempo. 1513-2013" (Roma, Complesso del Vittoriano, Salone Centrale, 25 aprile-16 giugno 2013), promossa dall'Istituto dell'Enciclopedia Italiana e dalla sezione italiana di Aspen Institute, la sezione "Machiavelli e il nostro tempo: usi e abusi" presenta, tra altre "opere", Figurine Liebig, pacchetti di sigarette, schede telefoniche, trading card, cartoline, francobolli, giochi da tavolo e videogiochi dedicati a Machiavelli[47]
- Niccolò Machiavelli è il protagonista del romanzo storico di William Somerset Maugham Oggi e allora (Then and Now) del 1946

### Cinema e televisione
- Nella serie I Borgia di Neil Jordan è interpretato da Julian Bleach.
- Machiavel è una band belga, catalogabile sotto il genere progressive rock, attiva dal 1974. Il nome della band è un chiaro omaggio a Niccolò Machiavelli.
- Nella serie I Medici è interpretato da Vincenzo Crea.
- Nella serie Leonardo è interpretato da Davide Iacopini.

## Edizione nazionale delle opere
Edizione Nazionale delle Opere di Niccolò Machiavelli, Salerno Editrice di Roma:
- Il principe, a cura di Mario Martelli, corredo filologico a cura di Nicoletta Marcelli, vol. I/1, pp. 536, 2006, ISBN 978-88-8402-520-3
- Discorsi sopra la prima Deca di Tito Livio, a cura di Francesco Bausi, vol. I/2, due tomi pp. XLIV-960, 2001, ISBN 978-88-8402-356-8
- L'arte della guerra. Scritti politici minori, a cura di Giorgio Masi, Jean Jacques Marchand, Denis Fachard, vol. I/3, pp. XV-726, 2001, ISBN 978-88-8402-338-4
- Opere storiche, a cura di Alessandro Montevecchi, Carlo Varotti, vol. II, 2 tomi pp. 1052, 2011, ISBN 978-88-8402-675-0
- Teatro. Andria-Mandragola-Clizia, a cura di Pasquale Stoppelli, vol. III/1, pp. XXIX-456, 2017, ISBN 978-88-6973-191-4
- Scritti in poesia e in prosa, a cura di Antonio Corsaro, Paola Cosentino, Emanuele Cutinelli-Rèndina, Filippo Grazzini, Nicoletta Marcelli, coordinam. di Francesco Bausi, vol. III/2, pp. XXXVI-652, 2013, ISBN 978-88-8402-770-2
- Lettere, coordinatore Francesco Bausi, vol. IV, 3 tomi, pp. CXXX-(VI-VI)-2022, 2022, ISBN 978-88-6973-511-0
- Legazioni, Commissarie, Scritti di governo (1498-1500), a cura di Jean-Jacques Marchand, vol. V/1, pp. 570, 2002, ISBN 88-8402-377-7
- Legazioni. Commissarie. Scritti di governo (1501-1503), vol. V/2, pp. 650, 2003, ISBN 88-8402-408-0
- Legazioni. Commissarie. Scritti di governo (1503-1504), a cura di Jean-Jacques Marchand, Matteo Melera-Morettini,vol. V/3, pp. 596, 2005, ISBN 88-8402-504-4
- Legazioni. Commissarie. Scritti di governo (1504-1505), a cura di Denis Fachard, Emanuele Cutinelli-Rèndina, vol. V/4, pp. 596, 2006, ISBN 88-8402-509-5
- Legazioni. Commissarie. Scritti di governo (1505-1507), a cura di Jean-Jacques Marchand, Andrea Guidi, Matteo Melera-Morettini, vol. V/5, pp. VIII-596, 2009, ISBN 978-88-8402-642-2
- Legazioni. Commissarie. Scritti di governo (1507-1510), a cura di Denis Fachard, Emanuele Cutinelli-Rèndina, vol. V/6, pp. VIII-592, 2011, ISBN 978-88-8402-727-6
- Legazioni. Commissarie. Scritti di governo (1510-1527), a cura di Jean-Jacques Marchand, Andrea Guidi, Matteo Melera-Morettini, vol. V/7, pp. VIII-572, 2012, ISBN 978-88-8402-743-6

### Monografie principali (dal 1970)
- Vitilio Masiello, Classi e Stato in Machiavelli, Bari, Adriatica, 1971.
- Felix Gilbert, Machiavelli e la vita culturale del suo tempo, Bologna, Il mulino, 1972
- Claude Lefort, Le travail de l'oeuvre Machiavel, Paris, Gallimard, 1972
- Jean-Jacques Marchand, Niccolò Machiavelli. I primi scritti politici (1499-1512). Nascita di un pensiero e di uno stile, Padova, Antenore, 1975
- Riccardo Bruscagli, Niccolò Machiavelli, Firenze, La Nuova Italia editrice, 1ª edizione: aprile 1975
- Roberto Ridolfi, Vita di Niccolò Machiavelli, Firenze, Sansoni, 1978 (ultima ed.)
- Federico Chabod, Scritti su Machiavelli, Torino, Einaudi, 1980 (ultima ed.)
- John Greville Agard Pocock, Il momento machiavelliano: il pensiero politico fiorentino e la tradizione repubblicana anglosassone, Bologna, Il mulino, 1980
- Carlo Dionisotti, Machiavellerie, Torino, Einaudi, 1980
- Gennaro Sasso, Niccolo' Machiavelli, vol. 1: Il pensiero politico (1ª ed. Napoli 1958; 2ª ed. Bologna 1980); vol. 2: La storiografia, Bologna, Il Mulino, 1993
- Giuliano Procacci, Machiavelli nella cultura europea dell'età moderna, Roma-Bari, Laterza, 1995
- Gennaro Sasso, Machiavelli e gli antichi e altri saggi, voll. IV, Milano-Napoli, Ricciardi, 1987-97
- Maurizio Viroli, Il sorriso di Niccolò, storia di Machiavelli, Roma-Bari, Laterza, 1998
- Emanuele Cutinelli-Rendina, Chiesa e religione in Machiavelli, Pisa, Istituti editoriali e poligrafici internazionali, 1998
- Ugo Dotti, Machiavelli rivoluzionario: vita e opere, Roma, Carocci, 2003
- Francesco Bausi, Machiavelli, Roma, Salerno editrice, 2005
- Giorgio Inglese, Per Machiavelli. L'arte dello stato, la cognizione delle storie, Roma, Carocci, 2006
- Corrado Vivanti, Niccolò Machiavelli: i tempi della politica, Roma, Donzelli, 2008
- Andrea Guidi, Un segretario militante. Politica, diplomazia e armi nel Cancelliere Machiavelli, Bologna, il Mulino, 2009
- Gabriele Pedullà, Machiavelli in tumulto. Conquista, cittadinanza e conflitto nei 'Discorsi sopra la prima deca di Tito Livio', Roma, Bulzoni, 2011.
- William J. Connell, Machiavelli nel Rinascimento italiano, Milano, FrancoAngeli, 2016
- Attilio Scuderi, Il libertino in fuga. Machiavelli e la genealogia di un modello culturale, Roma, Donzelli, 2018.
- Michele Ciliberto, Niccolò Machiavelli. Ragione e pazzia, Roma-Bari, Laterza, 2019.

### Altri contributi
- A. Montevecchi, Machiavelli, la vita, il pensiero, i testi esemplari, Milano 1972
- Ettore Bonora, Qualche proposta per il testo e il commento del capitolo di fortuna del Machiavelli,GSLI (105),Torino,Loescher,1988, pp 321–336
- E. Janni, Machiavelli, Milano 1989
- S. Zen, Veritas ecclesiastica e Machiavelli, in Monarchia della verità. Modelli culturali e pedagogia della Controriforma, Napoli, Vivarium, 2002 (La Ricerca Umanistica, 4), pp. 73–111.
- Cosimo Scarcella, Machiavelli, Tacito, Grozio: un nesso "ideale" tra libertinismo e previchismo, in "Filosofia", Torino, Mursia, a. XLI, fasc. II, 1990.
- M. Gattoni, Clemente VII e la geo-politica dello Stato Pontificio (1523-1534), in Collectanea Archivi Vaticani(49), Città del Vaticano 2002
- F. Raimondi, Machiavelli, in La politica e gli stati, Roma 2004
- Pasquale Stoppelli, La Mandragola: storia e filologia. Roma, Bulzoni, 2005.
- Maria Cristina Figorilli, Machiavelli moralista. Ricerche su fonti, lessico e fortuna. Napoli, Liguori editore, 2006.
- A. Capata, Il lessico dell'esclusione. Tipologie di Virtù in Machiavelli', Manziana, 2008.
- Giuliano F. Commito, IUXTA PROPRIA PRINCIPIA - Libertà e giustizia nell'assolutismo moderno. Tra realismo e utopia, Aracne, Roma, 2009, ISBN 978-88-548-2831-5.
- Mascia Ferri, L'opinione pubblica e il sovrano in Machiavelli, in «The Lab's Quarterly»,n.2 aprile-giugno, Università di Pisa, 2008, pp. 420–433.
- Paweł Fiktus, Interpretacje virtu Niccolo Machiavellego w nauce polskiej, (w:) Wrocławskie Studia Erazmiańskie (Studia Erasmiana Wratislaviensia) red. Mirosław Sadowski, Piotr Szymaniec Wrocław 2008 r.
- Konstanty Grzybowski, Komentarz Niccolo Machiavelli, Książę, Warszawa, 1970 r.
- Giuseppe Leone, Silone e Machiavelli: una scuola... che non crea prìncipi, Centro Studi Silone, Pescina, 2003
- Jan Malarczyk, U źródeł włoskiego realizmu politycznego. Machiavelli i Guicciardini, Lublin 1963 r.
- Antonina Kłoskowska, Machiavelli jako humanista na tle włoskiego Odrodzenia, Łódź, 1954 r.
- Marina Marietti, "Machiavelli l'eccezione fiorentina", Fiesole, Cadmo, 2005
- Marina Marietti, Machiavel, Paris, Payot et Rivages, 2005
- Enzo Sciacca, Principati e repubbliche. Machiavelli, le forme politiche e il pensiero francese del Cinquecento, Firenze, Tep, 2005.
- Frédérique Verrier, Caterina Sforza et Machiavel ou l'origine du monde, Manziana, Vecchiarelli, 2010, ISBN 88-8247-272-8.
- Emanuele Cutinelli-Rendina, Introduzione a Machiavelli, Roma-Bari, Laterza, 2013 (5ª ed.)
- Jean-Louis Fournel; Jean-Claude Zancarini, Machiavelli, uomo di parole, Roma, Viella, 2023.
- Maria Cristina Figorilli, Ragionare delle «cose del mondo». Studi sul lessico di Machiavelli, Soveria Mannelli, Rubbettino, 2025.